# 2010 WC9
2010 WC9（非正式名稱ZJ99C60）是一顆次公里級阿波羅型近地小行星，直徑約100（330英尺）。於2010年由卡特林那巡天系統首次觀測了11天，其後於2018年5月以短於月球距離飛近地球時才再次被發現 。

## 首次觀測和再次發現
2010 WC9最早於2010年11月30日由天文學家以卡特林那巡天系統觀測到，觀測弧為1天，並持續觀測至同年12月10日，當時這顆小行星距離地球逾2,400萬公里，視星等為21.8，其後光度減弱至不能實際追蹤。
2018年5月，初步的10天觀測弧產生了約1,500萬公里長的信賴域（confidence region），顯示2010 WC9的軌道並不會與地球軌道相交，故此年內沒有撞擊風險。10天觀測弧顯示這顆小行星將會在5月14日於距離地球約0.026 AU（3,900,000 km；2,400,000 mi）位置掠過。2018年5月8日，2010 WC9再次被觀測到，當時距離地球僅800萬公里，國際天文聯會小行星中心的近地天體確認頁 給予臨時編號ZJ99C60。5月10日，2010 WC9從噴射推進實驗室的哨兵風險表中除名，未來最少100年都不會構成撞擊風險。這顆小行星現時已有極為保險的7年觀測弧。

## 軌道和分類
2010 WC9屬於阿波羅型小行星。阿波羅型小行星在近地天體中規模最大，有接近一萬顆成員。2010 WC9以0.78–1.4 AU的距離圍繞太陽運行，軌道週期為13個月或409天，半長軸1.08 AU。軌道離心率0.28，相比黃道有18°的軌道傾角。
曆元2018年3月23日時，2010 WC9與地球之間的最小軌道交會距離（minimum orbital intersection distance）為206,000 km（0.00138 AU），即0.55倍地月之間的距離。

## 2018年接近
2018年5月15日協調世界時22:05，2010 WC9以僅遠於地球與月球之間距離一半的位置接近地球，是其近300年來最接近的一次。小行星最接近時，視星等預期將達正11等，只要有所在位置的星曆表和一副小型望遠鏡就能觀測得到。2010 WC9最接近地球時，南半球地區如南非、南美洲南部等是最佳觀測地點，並以每秒12.81公里（每小時28,700英里）的速度飛掠地球。
2010 WC9這次接近地球，是歷來絕對星等高於24等的小行星中第三最接近地球的。

## 物理特性

### 直徑
由於2010 WC9尚未由望遠鏡解晰，所以只能以距離和亮度來估計其直徑。按照它23.5等的絕對星等和0.04–0.20的天文反照率，以約略的亮度－直徑換算方式，可以估計其直徑在60–130米之間。

## 編號與命名
截至2018年，這顆小行星還未獲得小行星中心的正式編號或命名。

## 外部連結
- "Lost" asteroid to pass closely May 15（页面存档备份，存于） Eddie Irizarry，12/05/2018
- Asteroid 2010 WC9 to flyby Earth at 0.53 LD on May 15（页面存档备份，存于）
- List Of Apollo Minor Planets (by designation)（页面存档备份，存于），IAU小行星中心
- NASA JPL小天體瀏覽器上的2010 WC9